# Паулу Сержіу Бенту Бріту
Паулу Сержіу Бенту Бріту (порт. Paulo Sérgio Bento Brito, нар. 19 лютого 1968, Ештремош) — португальський футболіст, що грав на позиції нападника. По завершенні ігрової кар'єри — тренер. З 2019 року очолює тренерський штаб команди «Портімоненсі».

## Ігрова кар'єра
Народився 19 лютого 1968 року в місті Ештремош. Вихованець юнацьких команд «Санжоаненсе», «Петрогал» та «Олівайш-е-Москавіде», в останньому з яких у 1986 році дебютував на дорослому рівні у третьому за рівнем дивізіоні, після цього протягом сезону 1987/88 років захищав кольори команди другого дивізіону «Вілафранкенсе».
Своєю грою за останню команду привернув увагу представників тренерського штабу клубу вищого дивізіону «Белененсеш», до складу якого приєднався 1988 року. Відіграв за клуб з Лісабону наступні п'ять сезонів своєї ігрової кар'єри.
У сезоні 1993/94 грав за клуб «Пасуш-де-Феррейра», але не врятував команду від вильоту, через що наступний сезон провів у «Салгейруші», де не був основним гравцем. Через це 1995 року він став гравцем клубу другого дивізіону «Віторія» (Сетубал), з яким у першому ж сезоні вийшов до вищого дивізіону. Там з клубом Паулу Сержіу провів свій останній сезон у вищій лізі країни.
Протягом сезону 1997/98 виступав у другому дивізіоні за клуби «Фейренсі» та «Санта-Клара», а у наступному сезоні грав у аматорському чемпіонаті Франції (четвертий за рівнем дивізіон) за клуб «Гренобль».
З 1999 року грав на батьківщині за клуб «Ештуріл Прая» у другому дивізіоні, а завершив професійну ігрову кар'єру там же у клубі «Ольяненсе», за який виступав протягом 2001—2003 років.

## Кар'єра тренера
По завершенні кар'єри гравця 2003 року, залишився в «Ольяненсее», ставши головним тренером команди, де пропрацював з 2003 по 2006 рік. Після цього тренував інші клуби другого дивізіону «Санта-Клара» та «Бейра-Мар».
Першим клубом у вищому дивізіоні для Паулу став «Бейра-Мар», який молодий спеціаліст очолив 22 травня 2008 року. В першому ж сезоні він привів клуб з Авейру до фіналу Кубка Португалії.
У жовтні 2009 року Паулу Сержіу очолив ще один клуб, в якому раніше виступав як гравець — «Віторія» (Гімарайнш), з яким і закінчив сезон. Наступний розіграш Паулу Сержіу розпочав вже в одному з місцевих грандів, клубі «Спортінг», але вже у лютому 2011 року він був звільнений з посади після синхронного вильоту команди з Ліги Європи та Кубка Португалії, а також відставанню у 23 очки від лідера чемпіонату «Порту».
2 серпня 2011 року став головним тренером шотландської команди «Гарт оф Мідлотіан», з якою в першому ж сезоні став володарем Кубка Шотландії, після чого вирішив не продовжувати контракт з клубом і покинув його 7 червня.
28 жовтня 2012 року очолив румунський «ЧФР Клуж», якому допоміг вийти в плей-оф Ліги Європи, але 2013 рік почався погано і після сімох поспіль ігор без перемог він був звільнений 13 квітня.
20 травня 2013 року Паулу Сержіо очолив кіпрський АПОЕЛ, з яким вже за два місяці виграв трофей — Суперкубок Кіпру, втім у чемпіонаті у одного з грандів місцевого футболу справи не пішли і португалець був звільнений вже 4 жовтня, здобувши лише три перемоги в 11 іграх.
31 травня 2014 року став головним тренером «Академіки» (Коїмбра), де пропрацював до лютого наступного року, коли клуб опинився на передостанньому місці, а в подальшому відправився на Близький Схід, де тренував саудівський «Аль-Іттіфак», еміратський «Аль-Фуджейра», іранський «Санат Нафт» та саудівський «Ат-Таавун».

## Титули і досягнення

### Як тренера
- Володар Кубка Шотландії (1):

«Гарт оф Мідлотіан»: 2011–12
- Володар Суперкубка Кіпру (1):

АПОЕЛ: 2013